# Aleksei Balabànov
Aleksei Oktiabrínovitx Balabànov (25 de febrer de 1959, Sverdlovsk, URSS - 18 de maig de 2013, Sestroretsk, Sant Petersburg, Rússia) fou un director, guionista i productor de cinema soviètic i rus. Fou un dels fundadors de la companyia de cinema STV i membre de l'Acadèmia del Cinema Europeu.
És l'autor de la dilogia cinematogràfica Brat i Brat 2, així com altres produccions famoses, com Vainà (lit. Guerra), Jmurki, Mne ne bolno (lit. No em fa mal), Gruz 200 (lit. Càrrega 200), Morfii, Kotxegar (lit. El fonoger o El calderer) i Ia toje khatxú (lit. Jo també vull). Fou guanyador d'un premi Nika per la direcció de la pel·lícula Pro uródov i liudei (lit. Sobre monstres i gent).

## Biografia
Va néixer el 25 de febrer de 1959 a Sverdlovsk. Balabànov considerava que la seva família formava part de la nomenklatura. El seu pare, Oktiabrin Sergeevitx (1930-2008) fou periodista, guionista i redactor en cap de pel·lícules de divulgació científica a l'estudi de cinema Sverdlovsk. La seva mare, Inga Aleksandrovna, fou Doctora en Ciències Mèdiques, professora, directora de l'Institut de Recerca de Balneologia i fisioteràpia de Sverdlovsk. Tenia arrels poloneses, ucraïneses i moldaves i sovint viatjava a l'estranger. Va ser diputada de l'Ajuntament de Sverdlovsk i coneixia molt bé la família de Boris Eltsin; el 1981, juntament amb Boris Nikolaievitx, va anar a Moscou per al 26è Congrés del PCUS. Balabànov va recordar que al 8è grau ell i el seu pare van visitar la datxa del ministre de Cultura de la RSFSR, Iuri Melentiev, prop de Moscou i van quedar tan impressionats que es va voler casar amb la seva filla. El 1966-1976, Alexei Oktiabrinovitx va estudiar a l'escola secundària número 2. Mentre estudiava a l'escola, cada estiu anava a visitar els meus parents materns a Odessa i Izmail. A l'institut va estudiar anglès amb un tutor que era el director de l'escola i va créixer a Xangai en una família d'emigrants russos. El 1981 es va graduar al departament de traducció de l'Institut Pedagògic de Llengües Estrangeres de Gorki.
L'any 1980, Balabànov va ser seleccionat per formar part d'un grup d'estudiants per a una pràctica lingüística de tres mesos al Regne Unit, i va passar un semestre a Manchester. Per obtenir el permís per viatjar a l'estranger, els joves passaven per 6 o 7 etapes de selecció, inclosa una entrevista amb el Comitè Central. Dos grups d'estudiants van anar a Anglaterra: un de Gorki, amb 7 persones, que incloïa el futur director, i el segon que era de Minsk. Els residents de Minsk anaven acompanyats per un oficial de la KGB que parlava un anglès pobre; ja a Londres es va saber que el grup de Gorki aniria a Manchester sense vigilància, i el grup de Minsk, juntament amb l'oficial d'intel·ligència, es quedaria a Londres. Balabànov va recordar que els professors d'anglès es comunicaven amb els estudiants en igualtat de condicions, els convidaven a casa seva i els donaven te i vi. Els estudiants soviètics rebien una ajuda d'11 lliures un cop per setmana; Alexei Oktiabrinovitx gastava regularment els diners que rebia en discos musicals; part de la seva col·lecció es pot veure a la pel·lícula Jmurki. Abans de tornar a la Unió Soviètica, Balabànov i els seus companys van anar a Londres per unes vacances de dues setmanes. Allà va veure els primers skinheads i es va fer amic del cantant de rock Gary Glitter, a l'apartament del qual hi va viure durant diversos dies.

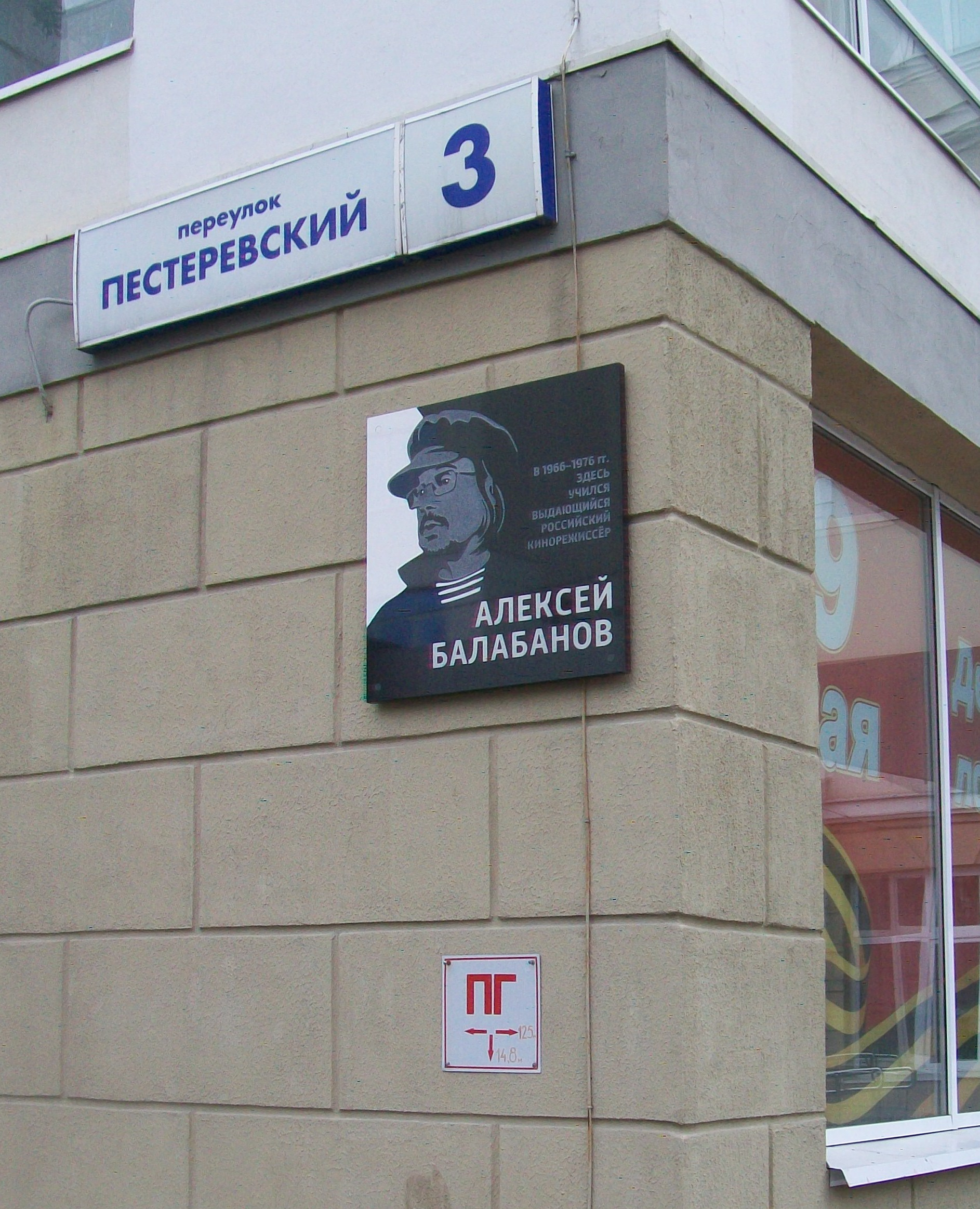
Placa commemorativa a l'edifici del gimnàs número 2 de la ciutat de Iekaterinburg, on va estudiar Aleksei Balabànov

El 1981, va ser reclutat amb el grau de tinent a l'exèrcit soviètic (va servir al 339è regiment d'aviació de transport militar de la Força Aèria de Transport Militar com a intèrpret de vol a Vitebsk) i va volar a països d'Àfrica i Àsia. Aquesta experiència es va plasmar a la pel·lícula Gruz 200. Tabmé, va lluitar a l'Afganistan. Poc abans d'acabar el seu servei el 1983, va ser traslladat a la Marina. Des de llavors, la seva roba preferida va ser una armilla naval.

### Carrera professional
Durant quatre anys va treballar com a ajudant de direcció a l'Estudi de Cinema de Sverdlovsk. L'any 1990 es va graduar al departament de direcció dels Cursos Superiors de Guionistes i Directors (taller experimental «Cinema d'autor» de L. Nikolaev, B. Galanter).
Amb 26 anys, Balabànov va rodar el seu primer llargmetratge Ranxe bilo drugoe vremià als Urals el 1985. El guió de la pel·lícula es va escriure en una nit. Aquesta pel·lícula de baix pressupost es va rodar en un restaurant. La pel·lícula presentava la banda Nautilus Pompilius, el líder de la qual el director Viatxeslav Butusov coneixia. La multitud incloïa visitants de l'establiment. Després del seu debut a cada pel·lícula posterior, Balabànov va filmar artistes no professionals, aconseguint l'encarnació més natural i convincent de les vicissituds quotidianes dels seus personatges a través d'imatges artístiques.
Des de 1990, Balabànov va viure i treballar a Leningrad (després de 1991 - Sant Petersburg). El 1992, juntament amb el productor Sergei Selianov, va fundar la companyia cinematogràfica STV, amb l'ajuda de la qual va produir la majoria de les seves pel·lícules.
Els dos primers llargmetratges del director, Stxastlivie dni (lit. Dies feliços), basat en Samuel Beckett, i Zamok (lit. El castell), una adaptació de la novel·la de Franz Kafka. Es van distingir per solucions visuals memorables i per transmetre hàbilment els sentiments d'absurd i claustrofòbia inherent a les fonts literàries. No obstant això, fou la pel·lícula Brat qui va catapultar Balabànov a la fama. La producció es va convertir en una de les pel·lícules russes de culte de la dècada de 1990, i l'actor principal, Serguei Bodrov, va començar a ser anomenat l'heroi de la generació.
El 1998, Balabànov va dirigir la pel·lícula Pro uródov i liudei (lit. Sobre monstres i gent) basada en un guió que havia escrit cinc anys abans, però que no es va poder materialitzar per falta de finançament. Malgrat el controvertit tema (la pel·lícula tracta sobre productors de pornografia a l'Imperi Rus), la pel·lícula va ser guardonada amb el Premi Nika a la millor pel·lícula. I l'any 2000, Balabànov va filmar Brat 2, una seqüela de Brat, que té lloc a Moscou i als EUA. La pel·lícula Voinà (lit. Guerra) va prendre com a escenari el Caucas del Nord durant la Segona Guerra de Txetxènia, generant novament acusacions d'incorrecció política.

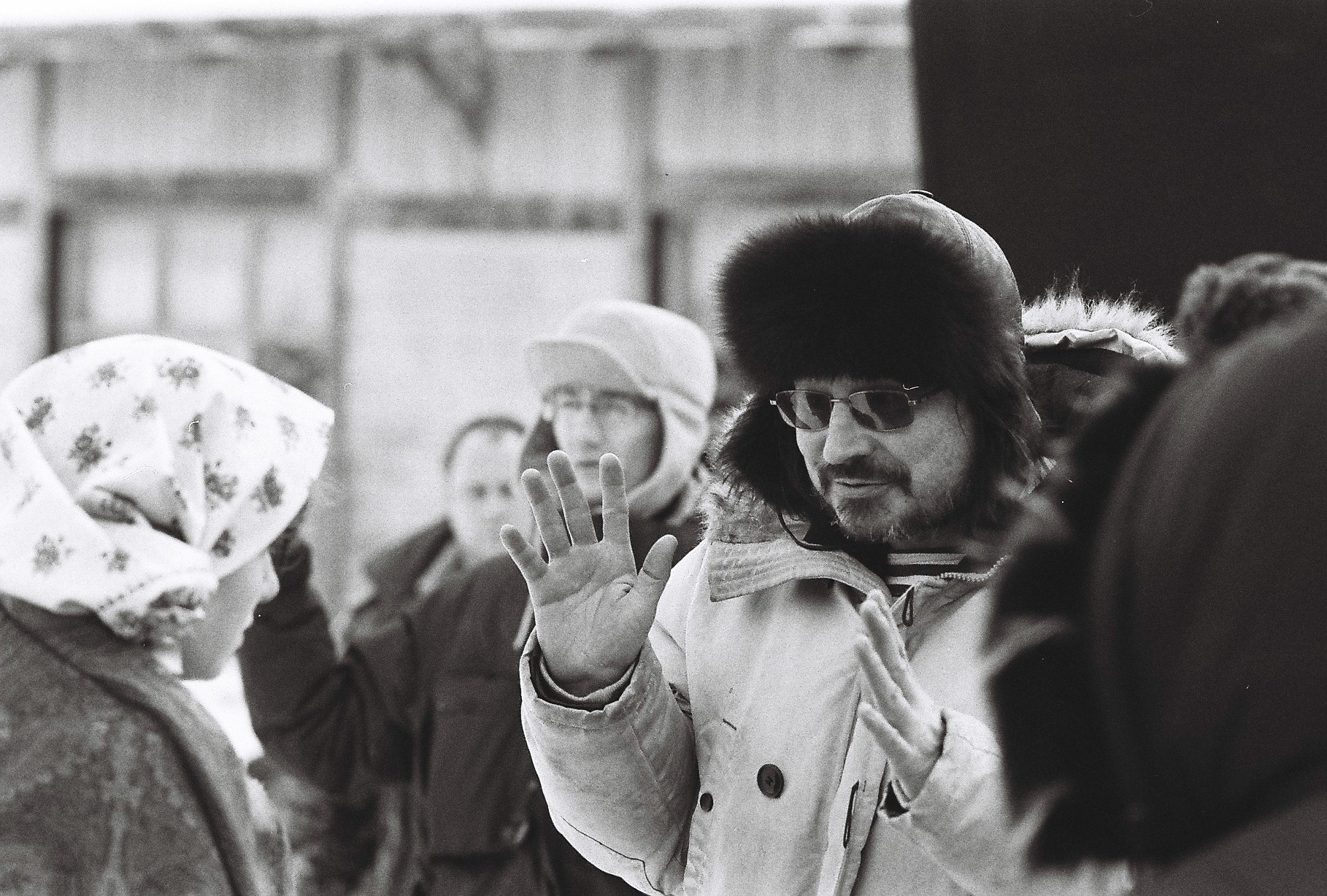
Aleksei Balabànov al plató de la pel·lícula "Morfii".

El 2002 tingué lloc la desgràcia coneguda com l'allau de la glacera de Kolka a Ossètia del Nord, en la qual va morir l'equip enter del rodatge la pel·lícula Sviaznoi, dirigida per Serguei Bodrov. Bodrov era amic íntim de Balabànov i havien col·laborat junts en els treballs preparatius de la pel·lícula. També, juntament amb el propi Bodrov, havien escollit els llocs per al rodatge. Balabànov també havia treballat amb altres cineastes morts en aquest tràgic accident. Segons nombrosos testimonis, aquest fatal esdeveniment va canviar per sempre la vida del director, arribant a declarar obertament que la seva vida havia acabat aquell dia.
El 2005-2006, Balabànov, canviant el seu estil establert, va fer dues senzilles pel·lícules basades en guions d'altres persones: la comèdia criminal Jmurki i el melodrama Mne ne bolno (lit. No em fa mal). Serguei Selianov al documental Balabànov - un director rus brillant, de Iuri Dud, va dir que va ser ell qui s'havia dirigit expressament a Balabànov amb els guions d'altres persones per tal de distreure'l del dolor associat a la tragèdia de Kolka. Abans d'això, Balabànov havia fet pel·lícules basades en els seus propis guions.
A la pel·lícula Gruza 200 (lit. Càrrega 200) l'autor va mostrar de manera naturalista el costat soviètic de la realitat soviètica tardana durant la guerra afganesa, el costat terrible i cruel de la naturalesa humana; el guió va provocar que diversos actors famosos es neguessin a aparèixer a la pel·lícula. A moltes ciutats de Rússia la pel·lícula va ser retirada de la distribució. Més tard, va rodar la pel·lícula Kotxegar, sobre un veterà de l'Afganistan. La pel·lícula tracta sobre la venjança de la gent petita.

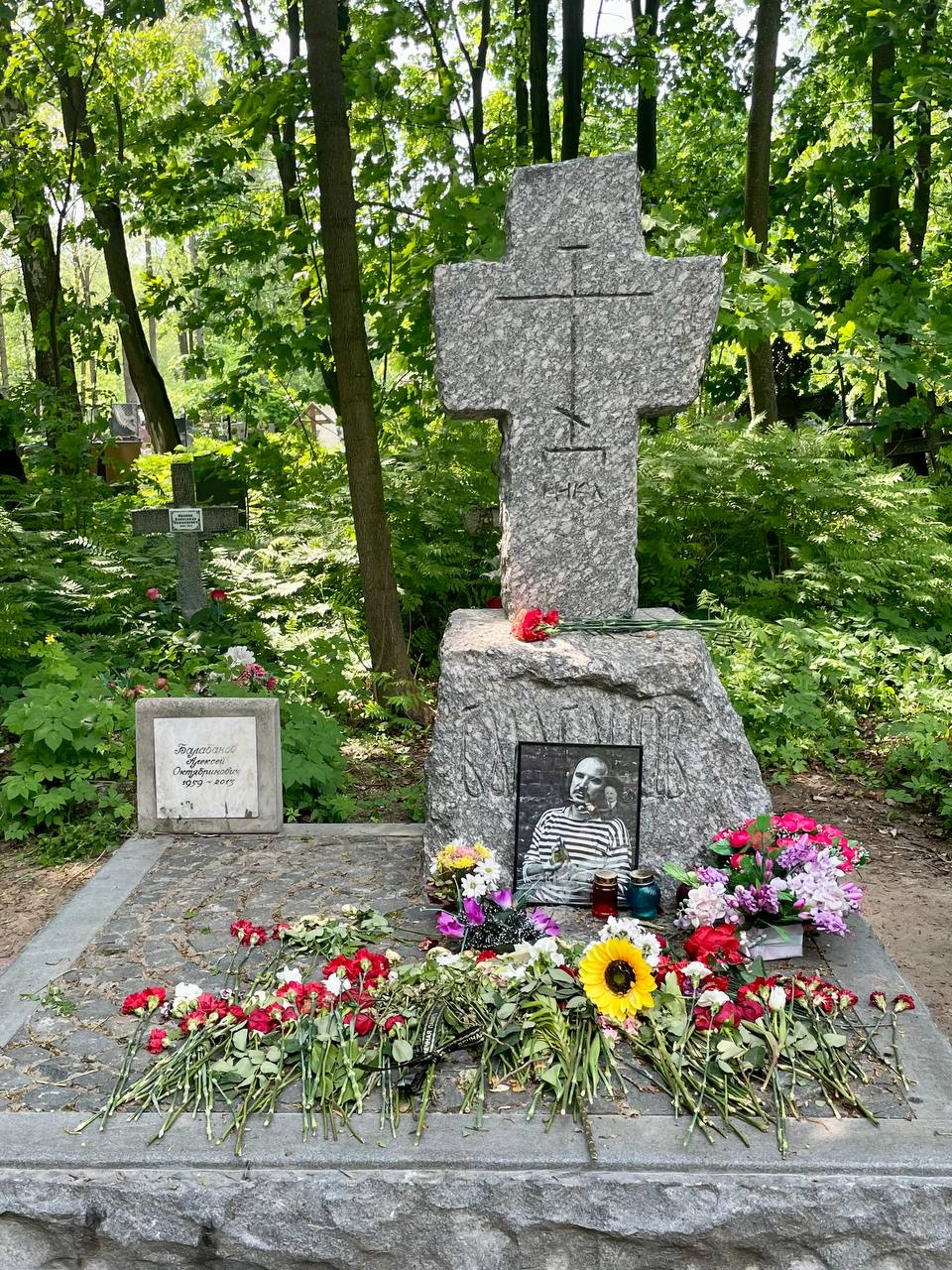
La tomba d'Aleksei Balabànov

A la darrera pel·lícula, Ia toje khatxu (lit. Jo també vull) el director tracta el problema d'una persona que abandona la vida. Balabànov apareix a la pel·lícula en un paper de cameo. A partir d'aquell moment, en entrevistes va començar a insinuar la seva mort imminent i va dir que aquesta seria la seva darrera pel·lícula. No obstant això, poc abans de la seva mort, va escriure el guió d'una nova pel·lícula i va planificar el rodatge; la pel·lícula s'havia d'anomenar Moi brat umer (lit. El meu germà s'ha mort).
En total, Balabànov va realitzar 14 llargmetratges, sense comptar els films amateurs i els documentals.

### Mort
El 18 de maig de 2013, cap a les 4 de la tarda, mentre treballava en un altre guió al sanatori Diuni de la ciutat de Sestroretsk (districte de Sant Petersburg), Aleksei Balabànov va morir als 55 anys d'una insuficiència cardíaca aguda. Havia aconseguit acabar el guió de la seva nova pel·lícula Moi brat umer tres dies abans de la seva mort.
El funeral civil a Lenfilm no es va fer per voluntat del director. El funeral va tenir lloc el 21 de maig a la Catedral de Sant Vladimir i fou enterrat el mateix dia al cementiri de Smolensk de Sant Petersburg. El juliol de 2022, es va erigir un monument a la tomba.

## Filmografia
| Any  | Títol original                        | Títol original                         | Títol internacional                      | Notes            | Ref    |
| Any  | Ciríl·lic                             | Transliteració                         | Títol internacional                      | Notes            | Ref    |
| ---- | ------------------------------------- | -------------------------------------- | ---------------------------------------- | ---------------- | ------ |
| 1987 | Раньше было другое время              | Ranxe bilo drugoie vremia              | There Used to Be Another Time            | Curtmetratge     | [ 22 ] |
| 1988 | У меня нет друга, или One step beyond | U menia net druga, ili One step beyond | I Don't Have a Friend or One Step Beyond | Curtmetratge     | [ 22 ] |
| 1989 | Настя и Егор                          | Nastia i Iegor                         |                                          | Documental curt  | [ 22 ] |
| 1990 | О воздушном летании в России          | O vozduxnom letanii v Rossii           | On aviation in Russia                    | Documental curt  | [ 22 ] |
| 1991 | Счастливые дни                        | Stxastlivie dni                        | Happy Days                               |                  |        |
| 1991 | Пограничный конфликт                  | Pogranitxni konflikt                   | Border Conflict                          |                  |        |
| 1994 | Замок                                 | Zamok                                  | The castle                               |                  |        |
| 1995 | Pribitie poiesda                      |                                        |                                          | segment "Trofim" |        |
| 1997 | Брат                                  | Brat                                   | Brother                                  |                  | [ 23 ] |
| 1998 | Про уродов и людей                    | Pro uródov i liudei                    | Of Freaks and Men                        |                  | [ 24 ] |
| 2000 | Брат 2                                | Brat 2                                 | Brother 2                                |                  | [ 25 ] |
| 2002 | Река                                  | Reka                                   | The River                                |                  |        |
| 2002 | Война                                 | Voinà                                  | War                                      |                  | [ 26 ] |
| 2005 | Жмурки                                | Jmurki                                 | Dead Man's Bluff                         |                  | [ 27 ] |
| 2006 | Мне не больно                         | Mne ne bolno                           | It Doesn't Hurt Me                       |                  | [ 28 ] |
| 2007 | Груз 200                              | Gruz 200                               | Cargo 200                                |                  | [ 29 ] |
| 2008 | Морфий                                | Morfii                                 | Morphia                                  |                  | [ 30 ] |
| 2010 | Кочегар                               | Kotxegar                               | A Stoker                                 |                  | [ 31 ] |
| 2012 | Я тоже хочу                           | Ia toje khotxu                         | Me Too                                   |                  | [ 32 ] |